# Aulana insularis
Aulana insularis är en tvåvingeart som beskrevs av James 1939. Aulana insularis ingår i släktet Aulana och familjen vapenflugor.
Artens utbredningsområde är Taiwan. Inga underarter finns listade i Catalogue of Life.